# Warintorn Panhakarn
Warintorn Panhakarn (tiếng Thái: วรินทร ปัญหกาญจน์, phiên âm: Va-rin-thon Pan-ha-can, sinh ngày 26 tháng 03 năm 1985) còn có nghệ danh là Great (เกรท) là một diễn viên và người mẫu người Thái Lan trực thuộc Channel 3. Anh được biết đến qua các vai diễn trong Chồng tôi (2013), Series Quý ông nhà Juthathep (2013), Chuyện tình Nangthip (2016), Dấu chân thiên nga (2018), Cô dâu gián điệp của tôi (2019), Vì sao lạc (2021)...

## Tiểu sử và học vấn
Great sinh ngày 26 tháng 3 năm 1985 tại Phetchabun, Thái Lan, là anh cả trong gia đình có ba anh chị em.
Nam diễn viên từng theo học và tốt nghiệp trường Đại học Rangsit - khoa Nghệ thuật & Nghệ thuật ứng dụng, chuyên ngành Thiết kế nội thất.

## Sự nghiệp
Ngay sau khi tốt nghiệp đại học, Great nhận được rất nhiều lời mời tham gia đóng phim. Với tài năng diễn xuất của mình, anh nhanh chóng gây dựng tên tuổi trong làng điện ảnh.
Năm 2008, anh tham gia bộ phim truyền hình đầu tay Tình yêu của tôi với vai Sakon.
Năm 2009, anh đóng vai chính đầu tiên trong phim Sai Sueb Delivery.
Từ khi bắt đầu sự nghiệp diễn xuất cho đến nay, Great đã góp mặt trong rất nhiều bộ phim cả vai chính và vai phụ, tuy nhiên một số tác phẩm tiêu biểu của anh được khán giả màn ảnh nhỏ biết đến nhiều nhất là: Tình yêu hoa hồng đen (2011), Series Quý ông nhà Juthathep (2013).

## Các phim đã tham gia

### Phim truyền hình
| Năm  | Tên gốc                                | Tên tiếng Việt                | Vai                                                               | Đài |
| ---- | -------------------------------------- | ----------------------------- | ----------------------------------------------------------------- | --- |
| 2008 | Ruk Ter Yord Ruk                       | Tình yêu của tôi              | Sakon                                                             | CH3 |
| 2009 | Sai Sueb Delivery                      |                               | Cholatee Maikaew                                                  | CH3 |
| 2009 | Fai Chon Saeng                         | Tình yêu tỏa sáng             | Chakchai / Chak                                                   | CH3 |
| 2010 | Johng Kol Khing Tian                   |                               | Son                                                               | CH3 |
| 2010 | Pleng Ruk Rim Khob Fah                 |                               | Ben                                                               | CH3 |
| 2011 | Kularb Rai Glai Ruk                    | Tình yêu hoa hồng đen         | Chonchanok (Chon)                                                 | CH3 |
| 2011 | Likit Sanae Ha                         | Tình yêu định mệnh            | Sutyot / "Yot"                                                    | CH3 |
| 2012 | Leh Roy Ruk                            | Âm mưu đoạt tình              | Thawin                                                            | CH3 |
| 2012 | The Sixth Sense                        | Giác quan thứ 6               | Triranta                                                          | CH3 |
| 2013 | Khun Chai Taratorn                     | Chuyện tình chàng khảo cổ     | Khun Chai Taratorn / Khun Chai Yai (Series Quý ông nhà Juthathep) | CH3 |
| 2013 | Khun Chai Pawornruj                    | Quý cô và chàng ngoại giao    | Khun Chai Taratorn / Khun Chai Yai (Series Quý ông nhà Juthathep) | CH3 |
| 2013 | Khun Chai Puttipat                     | Bác sĩ Puttipat               | Khun Chai Taratorn / Khun Chai Yai (Series Quý ông nhà Juthathep) | CH3 |
| 2013 | Khun Chai Rachanon                     | Kỹ sư Rachanon                | Khun Chai Taratorn / Khun Chai Yai (Series Quý ông nhà Juthathep) | CH3 |
| 2013 | Khun Chai Ronapee                      | Ảo vọng giàu sang             | Khun Chai Taratorn / Khun Chai Yai (Series Quý ông nhà Juthathep) | CH3 |
| 2013 | The Sixth Sense 2                      | Giác quan thứ 6 (phần 2)      | Triranta                                                          | CH3 |
| 2013 | Samee                                  | Chồng tôi                     | Rab Limwattanathawornkul                                          | CH3 |
| 2014 | Ruk Tong Oom                           | Người cha bất đắc dĩ          | Sipadun (Sipa)                                                    | CH3 |
| 2015 | Tai Ngao Jan                           | Dưới bóng ánh trăng           | Satayu / Toh                                                      | CH3 |
| 2015 | Kor Pen Jaosao Suk Krung Hai Cheun Jai | Em muốn làm cô dâu            | Poon                                                              | CH3 |
| 2016 | Nang Ai                                | Chuyện tình Nangthip          | Tun Gongsoon Thanathip / "Thip"                                   | CH3 |
| 2016 | Kon La Kop Fah                         | Không chung bầu trời          | Chinapat / "Chin"                                                 | CH3 |
| 2018 | Matupoom Haeng Huajai                  | Quê hương trong tim           | Patsakorn Wirayakan / "Pat" (Series Thời đại anh hùng)            | CH3 |
| 2018 | Montra Lai Hong                        | Dấu chân thiên nga            | Patsakorn Wirayakan / "Pat" (Series Thời đại anh hùng)            | CH3 |
| 2018 | Lom Phrai Pook Ruk                     | Gió rừng siết chặt yêu thương | Patsakorn Wirayakan / "Pat" (Series Thời đại anh hùng)            | CH3 |
| 2018 | Sen Son Kol Ruk                        | Đường kẻ rẽ tình              | Patsakorn Wirayakan / "Pat" (Series Thời đại anh hùng)            | CH3 |
| 2018 | Tai Peek Puksa                         | Dưới khoảng trời kia          | Patsakorn Wirayakan / "Pat" (Series Thời đại anh hùng)            | CH3 |
| 2018 | Pbee Kaew Nang Hong                    | Tiếng sáo nàng Hong           | Niraj / Khun Raj / Willit                                         | CH3 |
| 2019 | Lub Luang Jai                          | Yêu thương ẩn giấu            | Patcharapol Wongwankruea / "Tor"                                  | CH3 |
| 2019 | Kao Waan Hai Noo Pen Sai Lub           | Cô dâu gián điệp của tôi      | Danurut Sangkhaphat / "Rut"                                       | CH3 |
| 2021 | Dao Kon La Duang                       | Vì sao lạc                    | Thanat / "Nat"                                                    | CH3 |
| 2022 | Petchakard Jun Jao                     | Kẻ hành quyết ánh trăng       | Atiruj                                                            | CH3 |
| 2022 | Pom Sanaeha                            | Nút thắt ái tình              | Payu                                                              | CH3 |
| 2023 | Matalada                               | Nàng Matalada                 | Khách mời                                                         | CH3 |
| 2024 | Mueprap Mahaut                         | Bất khả chiến bại             | Krathing / Santi                                                  | CH3 |
| 2025 | Rak Haklang                            | Tình yêu phản bội             | Pan                                                               | CH3 |

### Phim ngắn
| Năm  | Tên gốc            | Vai | Đóng với          |
| ---- | ------------------ | --- | ----------------- |
| 2011 | Soot Ruk Sab E Lee |     | Peeranee Kongthai |

## Xuất hiện trong MV
| Năm  | Tên bài hát                                           | Ca sĩ thể hiện                      | Đóng với          |
| ---- | ----------------------------------------------------- | ----------------------------------- | ----------------- |
| 2014 | ลอง / Long                                            | Boy PeaceMaker                      | Peeranee Kongthai |
| 2015 | เพียงชายคนนี้ / Piang Chai Kon Nee (Mai Chai Poo Wi Set) | Nhiều nghệ sĩ                       |                   |
| 2016 | Happy Birthday                                        | Great Warintorn & Peeranee Kongthai | Peeranee Kongthai |